# Škvoři
Škvoři (Dermaptera De Geer, 1773) jsou druhově relativně nepočetný (pouze asi 2000 druhů) řád hmyzu s nedokonalou proměnou. Mají protáhlé tělo, kousací ústní ústrojí a dva páry křídel, přičemž přední je přeměněný v krátké kožovité krytky a zadní je blanitý, vějířovitě složený pod krytkami. Typickým znakem jsou klíšťkovité štěty umístěné na konci zadečku. Samičky některých druhů jsou zajímavé péčí o vajíčka a mladé nymfy. Většina druhů škvorů žije v tropických a subtropických oblastech. V Česku je sedm druhů původních, nejhojnější z nich je škvor obecný (Forficula auricularia). Dvě skupiny, hryzenky a paškvoři, se přizpůsobily ektokomenzálnímu způsobu života na savcích. 

## Charakteristika

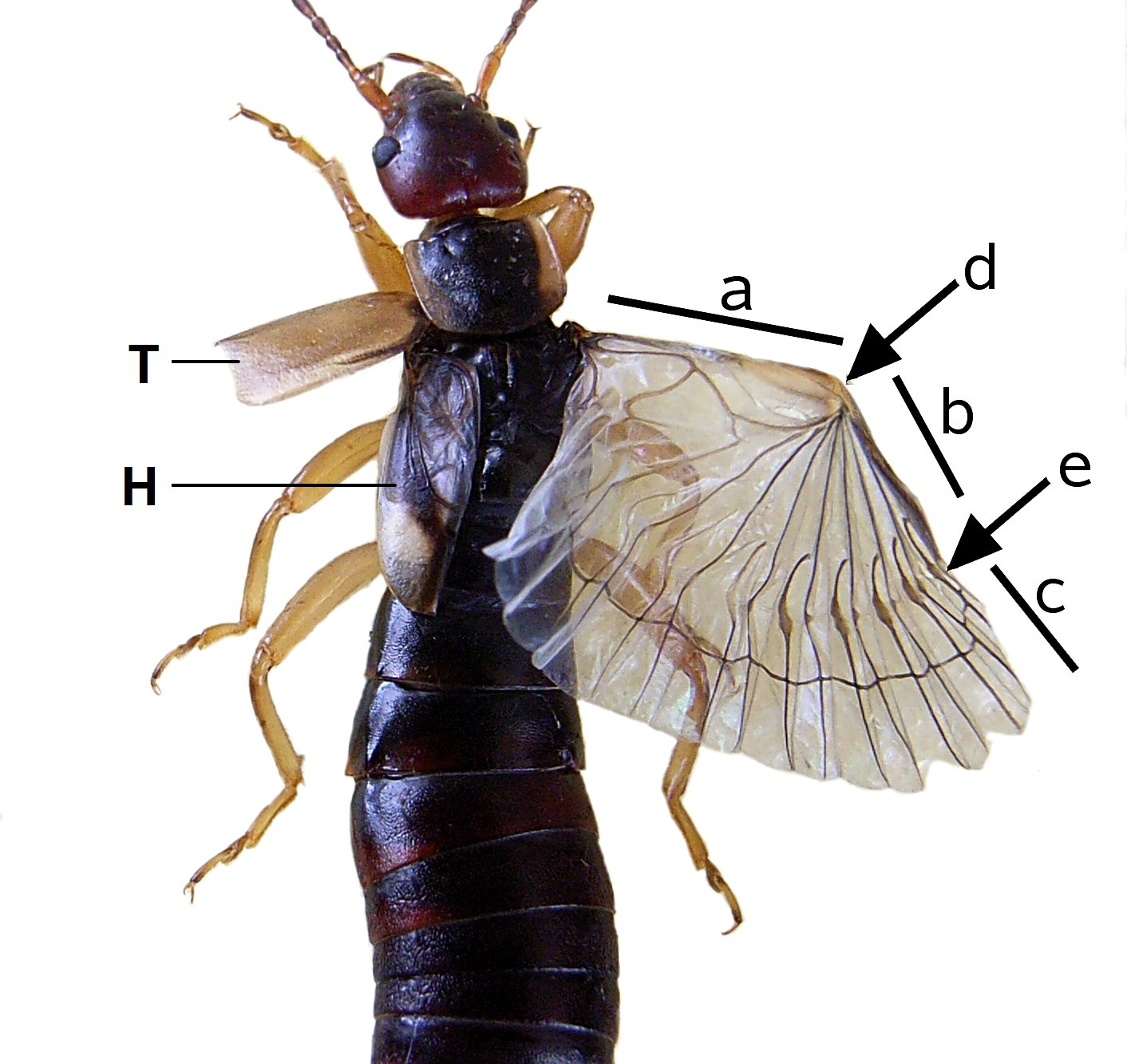
Křídla škvora: vpravo roztažené zadní křídlo s naznačenými místy ohybů při skládání (d, e), vlevo složené zadní křídlo (H) a odklopená krytka (T)

Tělo škvorů je štíhlé, více či méně zploštělé, asi 0,5 až 5,5 cm dlouhé (vyhubený druh Labidura herculeana ze Sv. Heleny dosahoval délky kolem 8 cm), nejčastěji hnědavě nebo černě zbarvené. Velmi nápadné jsou jejich zesílené klíšťkovité štěty (cerky) na konci zadečku a zvláštní uspořádání křídel, kdy přední, zkrácený a kožovitý pár (tzv. krytky, tegminy) kryje zadní, unikátně stavěná a vějířovitě složená blanitá křídla. Existují i bezkřídlé druhy, ani ty okřídlené však nelétají příliš často. Mezi další znaky definující tento řád patří chodidlo s počtem článků sníženým na tři, unikátní stavba zadních křídel, která mají redukovanou plochu přední tužší části (remigia) a naopak rozsáhlou zadní část (vannus), hlava s kousacím ústním ústrojím namířeným dopředu ve směru osy těla (prognátní hlava), chybějící jednoduchá očka (ocelli) nebo zakrnělé kladélko. Klíštky na konci zadečku mohou sloužit při lovu kořisti či při obraně, při skládání blanitých křídel pod krovky nebo při kopulaci; u samců bývají klíšťky mohutnější a zakřivenější. Samci navíc zadeček tvořen deseti články, dospělé samice jen osmi. Samci škvorů jsou heterogametické pohlaví (mají dva různé pohlavní chromozomy, X a Y).

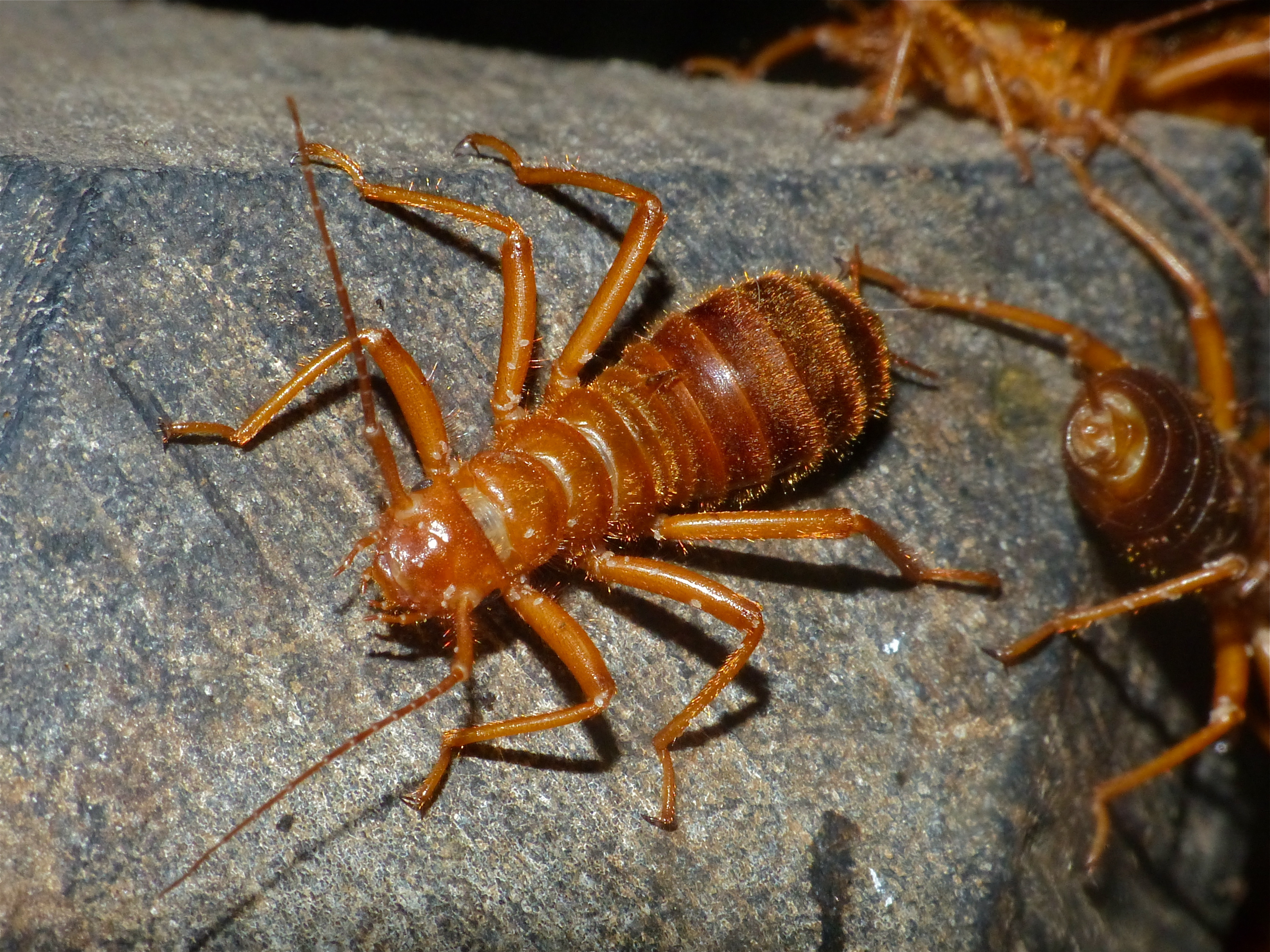
Paškvor sundský

Zřetelně pozměněnou stavbu těla mají dvě specializované ektoparazitické skupiny, paškvoři a hryzenky. Obě tyto (nepříbuzné) skupiny jsou živorodé, bezkřídlé, s redukovanýma očima a s měkkými článkovanými štěty.

## Rozšíření
Velká většina druhů škvorů obývá tropické a subtropické regiony, některé ale obývají i mírný pás. Jejich rozšíření je kosmopolitní, chybějí pouze na Antarktidě. Obývají spíše vlhčí místa, typicky žijí skrytě v lesní hrabance, pod kůrou apod. Aktivní bývají v noci, přes den se spíše ukrývají ve škvírách a dalších úkrytech.
V Česku žije 7 původních druhů škvorů: škvor obecný (Forficula auricularia), škvor dvojskvrnný (Anechura bipunctata), škvor velký (Labidura riparia), škvor polokřídlý, (Apterygida media), škvor bezkřídlý (Chelidurella acanthopygia), škvor malý (Labidura minor) a Chelidurella guentheri. Většina uvedených druhů se vyskytuje vzácně, výjimku tvoří škvor obecný, ochotně létající škvor malý a škvor bezkřídlý, který ovšem žije skrytě pod kameny a listím, takže uniká pozornosti. Škvor dvojskvrnný a škvor velký jsou uvedeni v Červeném seznamu ohrožených druhů bezobratlých ČR jako ohrožené druhy.

## Ekologie

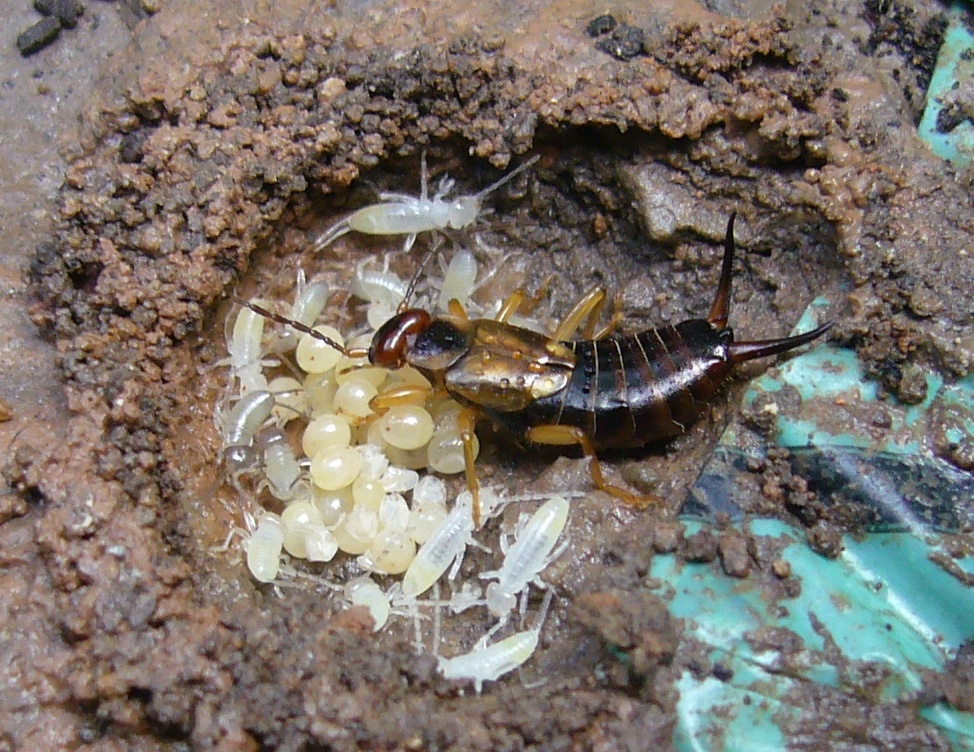
Samička škvora obecného v odkryté komůrce s vajíčky a nymfami

Škvoři se živí všežravě – detritem, různým rostlinným materiálem, drobnými živočichy apod. Jen výjimečně mezi nimi najdeme striktní býložravce nebo masožravce. Nápadná je u nich mateřská péče o potomstvo: samice řady druhů chrání svou snůšku a nejmladší nymfy, např. je čistí a brání tak plísním napadnout vajíčka, někdy mladé nymfy přikrmují donesenou či vyzvrácenou potravou. Africké hryzenky jsou ektoparazity (nebo ektokomenzály – svým hostitelům neškodí) v srsti a norách „křečkomyší“ z rodů Cricetomys a Beamys, např. krysy obrovské. Jeskynní paškvoři z jihovýchodní Asie jsou pak ektoparaziti / ektokomenzálové netopýrů (tadarid). Tyto parazitické skupiny nepečují o své mladé.

## Příbuzenské vztahy
Škvoři patří do velké hmyzí skupiny Polyneoptera. Společně s drobnělkami tvoří bazální linii polyneopterního hmyzu.

Do řádu škvoři je řazeno zhruba 2000 druhů. Škvoři jsou tradičně členěni zhruba do desítky čeledí, některé z nich ale nejsou monofyletické. Silně pozměněné skupiny hryzenek a paškvorů byly vyčleňovány jako samostatné podřády, jde ale o parazitismem modifikované linie „pravých“ škvorů.

Ukázka diverzity škvorů
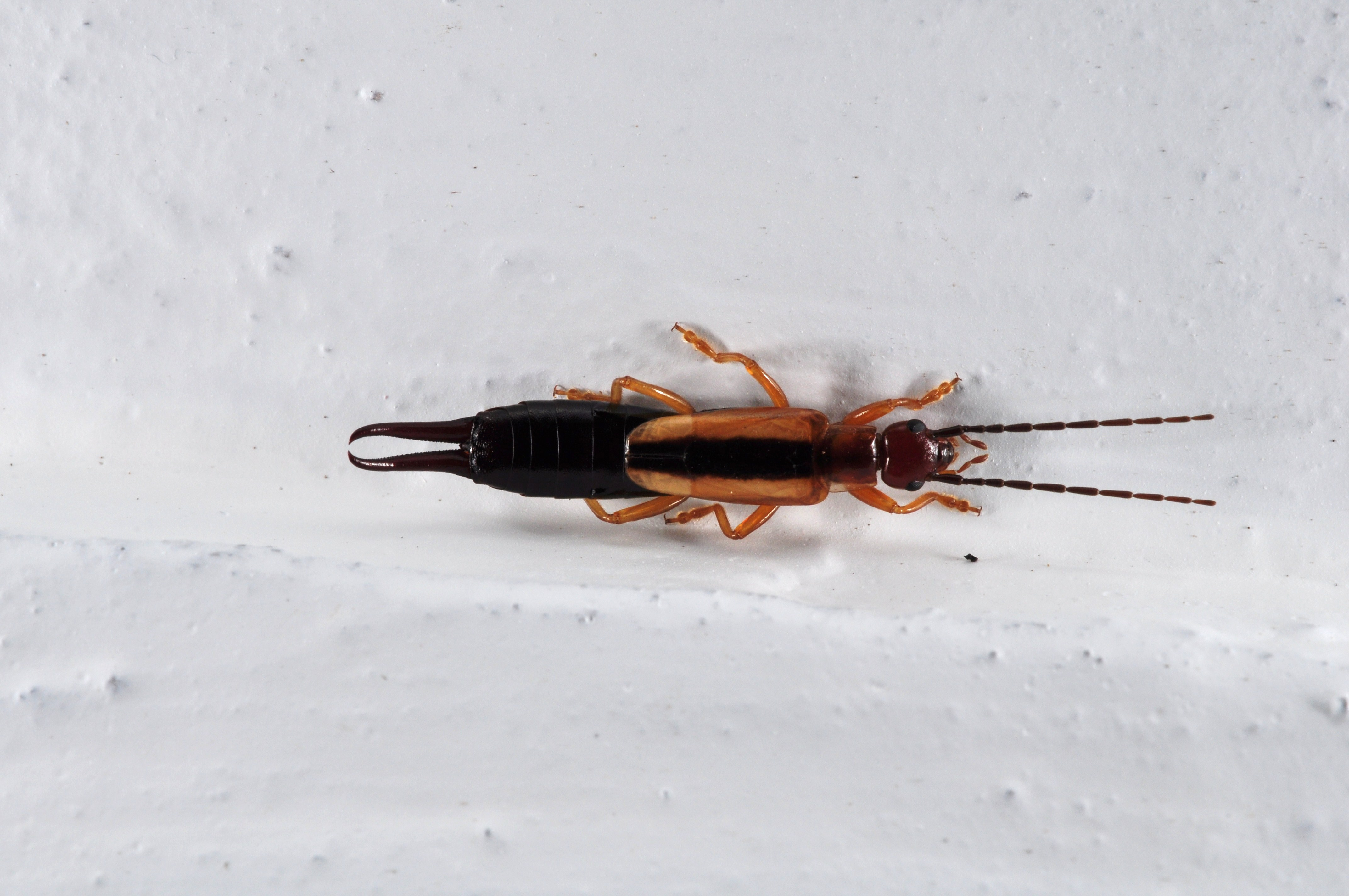
Americký škvor Doru taeniatum
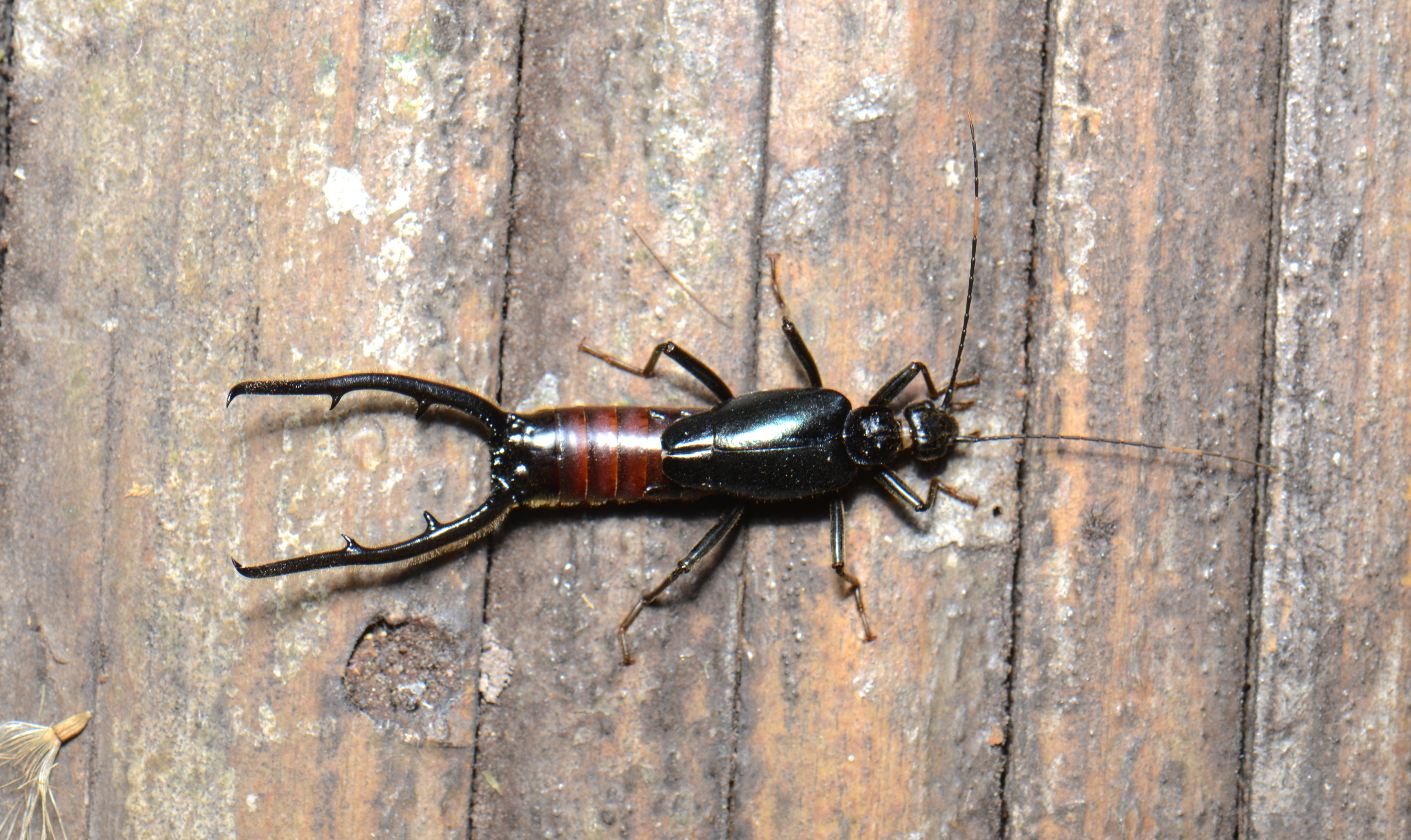
Bornejský škvor rodu Opisthocosmia
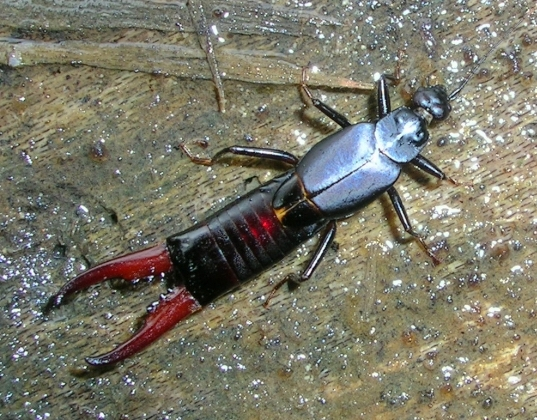
Asijský Adiathetus tenebrator

## Evoluce

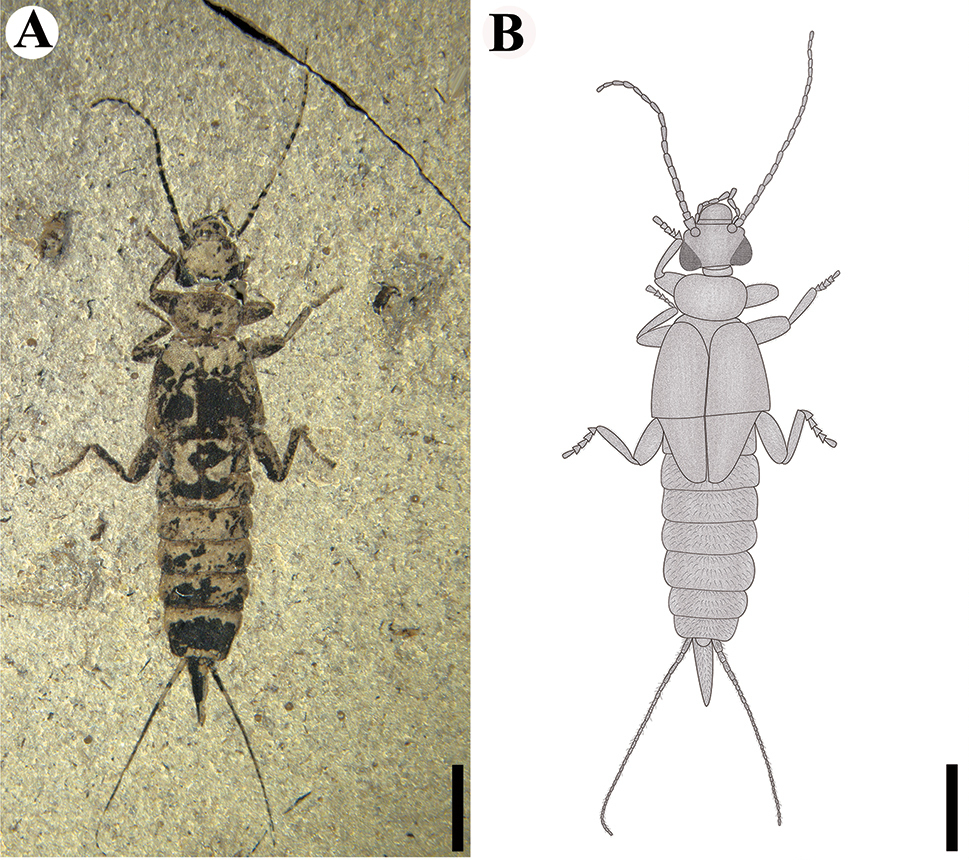
Jurský škvor Aneuroderma oiodes (Archidermaptera) z Číny s článkovanými štěty, zřetelným kladélkem na konci zadečku a s pětičlennými chodidly

Nejstarší fosilní nálezy krytek škvorů pocházejí z přelomu triasu a jury, již z permu je ale známa skupina Protelytroptera, která má zpevněná přední křídla a zvětšenou zadní část zadních křídel; je možné, že jde o archaické předky škvorů. Zástupci bazálních druhohorních škvorů řazených do parafyletické skupiny Archidermaptera dosud neměli vyvinuté klíšťky (jejich cerky byly štětinovité a článkované), jejich chodidlo bylo stále ještě tvořeno pěti články, měli dobře vytvořené kladélko i očka a jejich krytky byly vybaveny žilkami, byť byly zesílené a zkrácené podobně jako u dnešních škvorů. Fosilní škvoři řazení do pokročilejší jursko-křídové skupiny Eodermaptera již měli vytvořeny klíšťky podobně jako moderní škvoři (Neodermaptera), ale jejich další znaky byly stále primitivní. Skupina Neodermaptera zahrnující všechny recentní zástupce řádu se poprvé objevuje ve spodní křídě, resp. podle méně určitých dokladů již koncem jury.

## Význam
Škvoři jsou neškodná zvířata, která sice mohou v sebeobraně hrozit klíšťkami a nepříliš silně jimi štípnout, nejsou však schopni člověku ublížit. Rozhodně nemají ve zvyku lézt lidem do uší, jak se někdy tvrdívá. Některé druhy mohou škodit tím, že okusují např. semenáčky, poupata nebo měkké ovoce, na druhou stranu se živí i drobnými hmyzími škůdci jako jsou např. mšice.
Jakožto nápadní zástupci hmyzu mají škvoři nejen v češtině řadu lidových označení, např.: 
- střihauka (stříhavka) – Podorlicko, východní Čechy
- ščipka – Slezsko (Frýdek-Místek, Opavsko, Ostravsko, Karvinsko); srovnej s „szczypawką“ [ščipavka], polsky a ukrajinsky, regionálně
- škmor, škmorák – Podkrkonoší
- škvorec – severní Plzeňsko
- ušák – jihovýchodní Čechy, střední Morava (hanácká nářečí – hošák)
- uchavec – jižní Plzeňsko (Chodsko, Klatovsko)
- ucholář, uchovář – Podluží[11]